# Przekładnik prądowy

Schemat ideowy przekładnika prądowego

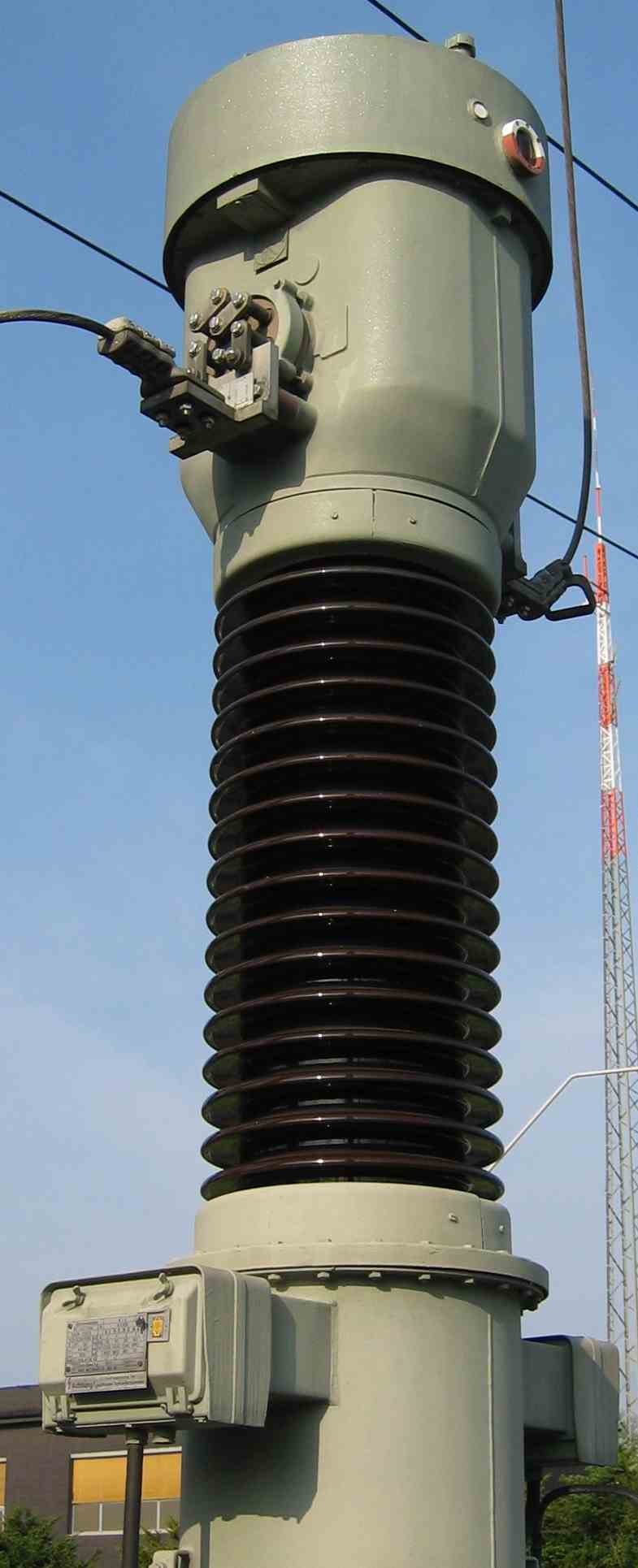
Energetyczny przekładnik do pomiaru prądu przy 110 kV

Przekładnik prądowy – transformator pozwalający na pomiar dużych natężeń prądu miernikami o mniejszych zakresach pomiarowych.

## Przekładnik prądu zmiennego
Przekładnik prądu jest to transformator jednofazowy małej mocy pracujący w stanie zbliżonym do zwarcia. Uzwojenie wtórne zwykle zwarte jest przez przyrząd pomiarowy. Stosunek natężeń prądów w obu uzwojeniach jest wielkością stałą i nazywa się przekładnią prądową. Dlatego z pomiaru małego prądu płynącego przez uzwojenie wtórne można dzięki wartości przekładni prądowej wyznaczyć wartość prądu o dużym natężeniu płynącego przez uzwojenie pierwotne:
{\displaystyle I_{1}=I_{2}\cdot {\frac {N_{2}}{N_{1}}},}
gdzie: {\displaystyle I_{1}} – prąd pierwotny, {\displaystyle I_{2}} – prąd wtórny, {\displaystyle N_{1}} – liczba zwojów uzwojenia pierwotnego, {\displaystyle N_{2}} – liczba zwojów uzwojenia wtórnego, {\displaystyle N_{2}/N_{1}} – przekładnia prądowa (oznaczana również jako {\displaystyle \theta }).
Przekładniki prądowe głównie wykorzystuje się w taki sposób, że przewód z mierzonym prądem przechodzi przez główny otwór przekładnika, co jest równoważne z jednym zwojem uzwojenia pierwotnego. W takim przypadku powyższe równanie upraszcza się do:
{\displaystyle I_{1}=I_{2}\cdot {N_{2}}.}

## Przekładnik prądu stałego
Przekładnikiem prądu stałego jest amplistat (transduktor). Zbudowany jest z dwóch symetrycznych rdzeni z blach ferromagnetycznych o prostokątnych pętlach histerezy. Na rdzeniach nawinięte są uzwojenia pierwotne i wtórne. Uzwojenie pierwotne to niewielka ilość zwojów z mierzonym prądem, nawinięte zgodnie na obu rdzeniach. Uzwojenie wtórne to wiele zwojów cieńszego drutu nawijanego przeciwsobnie. W uzwojenie wtórne włączony jest amperomierz oraz zasilanie napięciem przemiennym. Zasilanie napięciem przemiennym podmagnesowuje rdzenie stając się dzięki temu „nośną” dla sygnału stałoprądowego. W obwodzie pierwotnym nie indukuje się prąd przemienny dzięki symetrii obu rdzeni oraz przeciwsobnemu nawinięciu cewek wtórnych.
Współcześnie stosuje się również przecięte rdzenie ferromagnetyczne, w których umieszcza się hallotron pozwalający na pomiar strumienia magnetycznego. Jeśli w środku rdzenia umieści się przewód, przez który płynie prąd stały, napięcie wytworzone w hallotronie będzie wprost proporcjonalne do natężenia prądu płynącego przez przewodnik.

## Parametry przekładników prądowych
Podstawowe dane znamionowe podawane na tabliczce znamionowej przekładnika to:
- znamionowy prąd pierwotny (np. 50 A; 100 A; 1000 A),
- znamionowy prąd wtórny (np. 5 A; 1 A),
- moc znamionowa (np. 15 VA; 20 VA; 30 VA; 60 VA; 90 VA),
- klasa dokładności (np. 0,2; 0,5 dla przekładników pomiarowych, 5P; 10P dla przekładników do zabezpieczeń),
- współczynnik bezpieczeństwa przyrządu FS (np. 5; 10; 15; 20) – dotyczy przekładników pomiarowych,
- współczynnik graniczny dokładności (dawniej liczba przetężeniowa Nn) ALF (np. 10; 15; 20) – dotyczy przekładników do zabezpieczeń,
- dopuszczalne napięcie pracy (np. 1,2 kV; 6 kV),
- prąd cieplny,
- prąd dynamiczny.

Dla typowego przekładnika wtórna wartość prądu znamionowego wynosi 5 A, rzadziej 1 A.

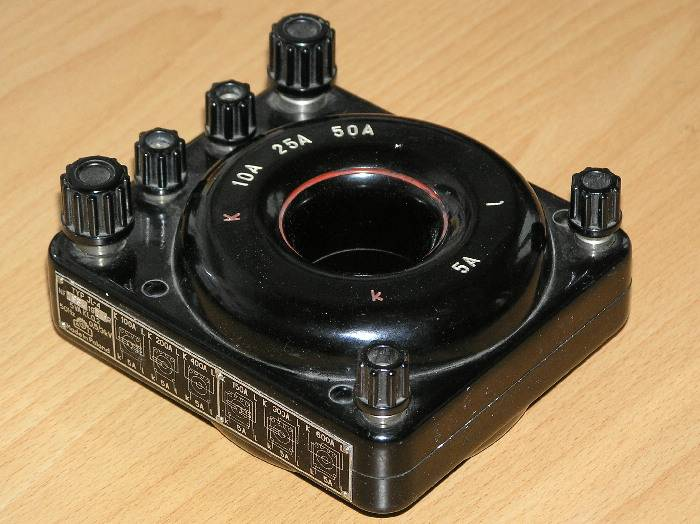
Przekładnik prądowy laboratoryjny

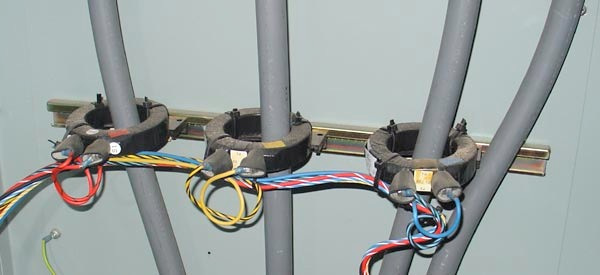
Przekładniki prądowe na przewodach fazowych instalacji trójfazowej

### Zastosowania i sposób użytkowania
Zastosowania przekładników prądowych:
- rozszerzenie zakresu pomiarowego amperomierzy,
- galwaniczne oddzielenie obwodów pomiarowych i zabezpieczeniowych od głównego toru prądowego.

W specjalnych konstrukcjach zwiększenie czułości przekładnika dla małych prądów uzyskuje się przez wprowadzenie ciągłego podmagnesowania prądem stałym w celu przesunięcia punktu pracy do największej przenikalności magnetycznej rdzenia. Wymaga to jednak dodatkowego układu zasilania.
Rdzenie magnetyczne przekładników prądowych wykonywane są zazwyczaj w postaci toroidu.

#### Praca przekładnika w warunkach znamionowych
Podczas pracy przekładnika w warunkach znamionowych uzwojenie wtórne musi pracować w warunkach zbliżonych do zwarcia. Jest to osiągnięte przez przyłączenie odpowiednio przystosowanego urządzenia (amperomierz, cewka prądowa watomierza lub licznika energii elektrycznej, przetwornik pomiarowy, cewka zabezpieczenia nadprądowego itp.)
Układ przyłączający urządzenie musi być tak skonstruowany, że uzwojenie wtórne przekładnika musi być cały czas zwarte podczas procesu przyłączania, np. przy użyciu odpowiedniego przewodu lub szyny. Dopiero po przyłączeniu urządzania zwora może zostać usunięta.
Warunki znamionowe przekładnika to zazwyczaj praca przy prądzie pierwotnym w zakresie od 5% do 200% prądu znamionowego oraz przy obciążeniu od 25% do 100% mocy pozornej.

#### Rozwarcie uzwojenia wtórnego
Rozwarcie uzwojenia wtórnego przy przepływie prądu przez uzwojenie pierwotne powoduje powstanie dużego strumienia magnetycznego, który może prowadzić do nasycenia magnetycznego rdzenia i silnego nagrzewania z uwagi na podwyższone straty mocy w rdzeniu. Dodatkowo w uzwojeniu wtórnym indukuje się wysokie napięcie, co może doprowadzić do uszkodzenia izolacji, powstania łuku elektrycznego i porażenia osoby obsługującej lub uszkodzenia innych przyłączonych urządzeń.

### Błędy przekładnika prądowego
Przekładniki prądowe używane są zazwyczaj w połączeniu z innym urządzeniem pomiarowym (np. amperomierzem). Dlatego też jest bardzo istotne, aby błędy transformacji przekładnika prądowego pozostawały w odpowiednim zakresie celem zachowania odpowiedniej dokładności pomiaru np. przy użyciu zestawu przekładnik-miernik. Poprawność działania przekładnika prądowego może być zdefiniowana następującymi błędami:
- błąd prądowy {\displaystyle \Delta I}
- błąd kątowy {\displaystyle \delta _{i}}
- błąd całkowity {\displaystyle \Delta I_{W}}
- w niektórych przypadkach definiuje się również tzw. „odporność na składową stałą”

#### Błąd prądowy
Błąd prądowy jest różnicą pomiędzy wartością skuteczną prądu wtórnego pomnożoną przez przekładnię znamionową {\displaystyle \theta ,} a wartością skuteczną prądu pierwotnego. Wartość procentową błędu prądowego można wyliczyć z następującego równania:
{\displaystyle \Delta I={\frac {I_{2}\cdot \theta -I_{1}}{I_{1}}}\cdot 100.}
Dla przekładników bez specjalnych uzwojeń korygujących błąd prądowy ma przeważnie wartość ujemną, ponieważ wartość skuteczna prądu wtórnego sprowadzonego na stronę pierwotną jest nieznacznie mniejsza od wartości prądu pierwotnego. Błąd ten może jednak przyjąć wartości dodatnie przy obciążeniu przekładnika odbiornikiem o charakterze pojemnościowym.

#### Błąd kątowy
Błąd kątowy {\displaystyle \delta _{i}} jest wyrażony w stopniach, minutach kątowych, radianach lub centyradianach (radian/100). Błąd kątowy miarą różnicy pomiędzy wskazem prądu wtórnego i pierwotnego. Jeśli prąd wtórny wyprzedza prąd pierwotny to błąd kątowy jest dodatni. W przekładniku idealnym błąd ten wynosi zero:
{\displaystyle \delta _{i}=\phi (I_{2})-\phi (I_{1}),}
gdzie: {\displaystyle \phi (I)} – kąt wskazu prądu.

#### Błąd całkowity
Błąd całkowity {\displaystyle \Delta I_{W}} to wartość przebiegu będącego różnicą między wartościami chwilowymi prądu wtórnego pomnożonego przez przekładnię i wartościami prądu pierwotnego. Błąd wyrażony jest w procentach wartości skutecznej prądu pierwotnego:
{\displaystyle \Delta I_{W}={\frac {100}{I_{1}}}{\sqrt {{\frac {1}{T}}\,\int \limits _{0}^{T}\left(i_{2}\cdot \theta -i_{1}\right)^{2}\,dt}}.}
Jeśli prądy są sinusoidalnie zmienne to można użyć wartości skutecznych (co jest równoważne błędowi prądowemu):
{\displaystyle \Delta I_{W}={\frac {\left|I_{2}\cdot \theta -I_{1}\right|}{I_{1}}}\cdot 100.}

## Układy połączeń przekładników prądowych
Przekładniki prądowe najczęściej łączone są w układy pozwalające na sumowanie prądów płynących w różnych punktach obwodu pierwotnego. W zależności od potrzeb przekładniki prądowe w zainstalowane w sieci trójfazowej mogą pracować w następujących (najbardziej typowych) układach połączeń:
- gwiazdowy,
- niepełnej gwiazdy,
- trójkątowy,
- krzyżowy,
- Holmgreena.

Każdy z układów musi spełniać dwa podstawowe wymagania:
- obwód wtórny każdego przekładnika musi zamykać się przez niewielką impedancję, otwarcie bowiem obwodu wtórnego grozi wysokimi przepięciami;
- jeden (ale tylko jeden) punkt obwodu galwanicznie połączonego z uzwojeniem wtórnym musi być uziemiony, aby zabezpieczyć urządzenia wtórne na wypadek wystąpienia znacznych przepięć, np. przy przebiciu izolacji między obwodem pierwotnym i wtórnym.

Układy połączeń przekładników powodują, że na stan pracy każdego z przekładników wpływają najczęściej wszystkie pozostałe. Ma to szczególne znaczenie przy przetężeniach i w stanach przejściowych, kiedy następuje nasycenie rdzeni. Towarzyszące temu zjawiska grożą niepoprawnym działaniem zabezpieczeń, zwłaszcza różnicowych.